# Meteorus politus
Meteorus politus är en stekelart som först beskrevs av Léon Abel Provancher 1886.  Meteorus politus ingår i släktet Meteorus och familjen bracksteklar. Inga underarter finns listade i Catalogue of Life.